# Fred Hall (Musiker)
Fred Hall (* 10. April 1898 in New York City; † 6. Oktober 1954 ebenda) war ein US-amerikanischer Jazz-Musiker und Orchester-Dirigent. Mit seinem Orchester nahm Hall zwischen 1925 und 1930 über 160 Titel auf, die von Jazz über Novelty bis zu Tanzmusik reichen.

## Leben
Trotz seines umfangreichen Werkes ist über Fred Halls Karriere relativ wenig bekannt.
Hall wurde 1898 in New York City geboren und startete seine Karriere als Pianist für verschiedene Publisher. Seine professionelle Karriere startete 1925, als Hall begann, mit seinem Orchester für zahlreiche Plattenlabels Jazz-, Pop- und Novelty-Stücke aufzunehmen. Bis 1930 hielt diese Phase an, die seine aktivste und erfolgreichste war. Für Okeh Records war Hall beispielsweise unter dem Pseudonym Fred „Sugar“ Hall and his Sugar Babies unter Vertrag, für Banner Records als Fred Hall’s Jazz Band, für Gennett Records als Tin Pan Paraders, für Cameo Records und Banner als Home Towners und für Harmony Records als Honey Swamp Stompers. Halls Band bestand hauptsächlich aus den Trompetern Mike Mosiello (ab 1929), Jack Mollick und Leo McConville, Harry Blevins, dem Klarinettisten Eddie Grosso, Banjo-Spieler Albert Russo, Tuba-Spieler Al Morse, Schlagzeuger Joseph Mayo sowie Phillip D’Arcy an der Geige, an der Mundharmonika und am zweiten Klavier.
Hall selbst spielte nur sehr selten auf Aufnahmen. Stattdessen arrangierte und dirigierte er lieber sein Orchester. Während dieser Zeit wurden die meisten Platten zusammen mit Halls Freund Arthur Fields als Sänger aufgenommen. Mit ihm war er auf vielen „low-budget-labels“ der Zeit vertreten und beide hinterließen eine große Menge an Aufnahmen. Hall und Fields waren auch beide talentierte Komponisten. Zu ihren bekanntesten Titeln zählen I Got A Code In By Dose und Eleven More Months and Ten More Days. Ende der 1920er-Jahre waren Hall und Fields auch regelmäßig in der NBC-Show The Sunday Driver zu hören.
Ab 1930 begannen Fields und Hall während der Weltwirtschaftskrise musikalisch einen Neuanfang in der populären Old-Time Music. Der Markt für die ländlichen Musiker „boomte“ förmlich. Unter verschiedenen Pseudonymen wie Rex Cole’s Mountaineers spielten sie bis 1932 wieder zahlreiche Titel ein.
Mit Fields arbeitete Hall bis Ende der 1930er-Jahre weiterhin zusammen, jedoch ist über seine weitere Karriere nur wenig bekannt. 1939 trat er der ASCAP bei. Hall starb 1954 im Alter von 56 Jahren in seiner Heimatstadt New York.

## Diskographie
Aufgrund von Halls ausgedehnter Tätigkeit als Studiomusiker ist es fast unmöglich, eine komplette Auflistung seiner Singles zu erstellen. Daher sind im Folgenden nur Wiederveröffentlichungen angegeben.
- 1997: Fred Hall & his Sugar Babies